# Småcelligt carcinom
Småcelligt carcinom, tidigare även kallad oat cell carcinoma, är ett högmalignt carcinom, en tumörtyp som kan uppkomma i hela kroppen. Småcelligt carcinom uppkommer vanligen i bronkerna (lungcancer) men kan också drabba exempelvis prostata (prostatacancer).
Vid småcelligt carcinom är tumörcellerna små och äggformade. Den metastaserar kraftigt.

## Riskfaktorer
Riskfaktorer för småcelligt carcinom i bronkerna inkluderar tobaksrök, exponering för radon, asbest och andra cancerframkallande ämnen såsom uran, arsenik och dieselutsläpp, luftföroreningar, strålningsbehandling av lungorna, förekomst av lungcancer i släkten och vissa kosttillskott (bland annat karoten). Forskning har även visat att marijuanarök och talk samt talkpuder skulle kunna medföra en ökad risk för denna typ av lungcancer, men detta är fortfarande något oklart.

## Typer

### Lungcancer
Småcellig lungcancer (SCLC) har länge delats in i två klinisk-patologiska stadier, kallade begränsat stadium (LS) och omfattande stadium (ES). Stadiet bestäms vanligtvis av närvaron eller frånvaron av metastaser, om tumören är begränsad till bröstkorgen eller inte, och om hela tumörmassan i bröstkorgen kan täckas av en enda strålningsplattform. Generellt sett, om tumören är begränsad till en lunga och lymfkörtlar som ligger nära denna lunga, anses cancern vara LS. Om cancern har spridit sig bortom detta område, anses den vara ES.
Småcellig karcinom metastaserar oftare snabbare och brett än icke-småcellig lungcancer (och stadieindelningen skiljer sig därför). Vanligtvis påverkas lymfkörtlarna vid leverporten och mediastinum i tidiga skeden. Mekanismerna bakom dess metastatiska progression är inte tillräckligt studerade.

### Kombinerad
Kombinerad småcellig karcinom är mer sällsynt och utgör cirka 10 % av SCLC-fallen. Småcellig lungcancer kan förekomma i kombination med ett brett spektrum av andra histologiska varianter av lungcancer, inklusive extremt komplexa maligna vävnadsblandningar. C-SCLC är den enda för närvarande erkända undertypen av SCLC.

### Extrapulmonell
Det är mycket ovanligt att det primära stället för småcellig karcinom är utanför lungorna och pleurahålan; i dessa fall kallas det extrapulmonell småcellig karcinom (EPSCC). Utanför luftvägarna kan småcellig karcinom uppträda i livmoderhalsen, prostatan, levern, bukspottkörteln, mag-tarmkanalen eller urinblåsan. I USA beräknas det finnas 1000 nya fall varje år. Histologiskt liknar småcellig lungcancer, används behandlingsmetoder för småcellig lungcancer vanligtvis för att behandla EPSCC. Förstalinjens behandling inkluderar vanligtvis cisplatin och etoposid. I Japan övergår förstalinjens behandling till irinotekan och cisplatin. När den primära platsen är i huden kallas det Merkelcellkarcinom.